# Enganyapastors de collar
L'enganyapastors de collar (Gactornis enarratus) és una espècie d'ocell de la família dels caprimúlgids (Caprimulgidae) i única espècie del gènere Gactornis, si bé ha estat considerat dins Caprimulgus (Clements 6na edició, versió 6.6, 2011) fins estudis recents. Habita boscos del nord i est de Madagascar.